# Maino (equipa ciclista)
A equipa Maino foi um equipa ciclista italiano, de ciclismo de estrada que competiu durante as primeiras décadas do século XX, e estava patrocinado pela fábrica de bicicletas do mesmo nome. Entre os seus ciclistas destacam Carlo Oriani, Costante Girardengo, Learco Guerra ou Basco Bergamaschi, entre outros.
Não se tem que confundir com a posterior equipa Maino.

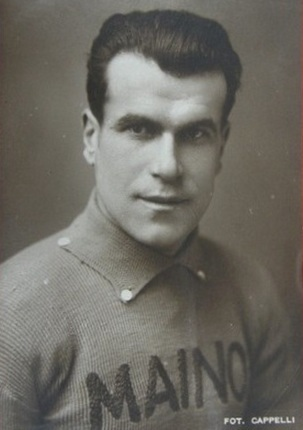
Giuseppe Azzini em 1911

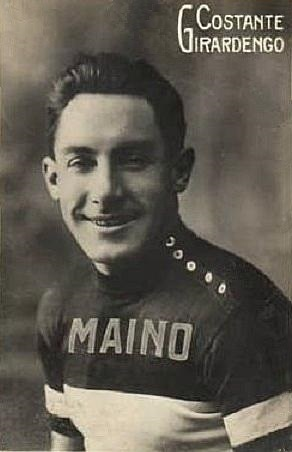
Costante Girardengo em 1919

## Principais resultados
- Milano-Torino: Costante Girardengo (1914, 1923)
- Roma-Nápoles-Roma: Costante Girardengo (1913, 1923), Antonio Negrini (1928), Learco Guerra (1934)
- Giro de Lombardia: Leopoldo Torricelli (1916), Pietro Fossati (1929), Antonio Negrini (1932), Learco Guerra (1934)
- Milão-Sanremo: Costante Girardengo (1923, 1928), Learco Guerra (1933)
- Giro do Veneto: Costante Girardengo (1923, 1924), Basco Bergamaschi (1935), Renato Scorticati (1936)
- Giro da Toscana: Costante Girardengo (1923, 1924), Learco Guerra (1932)
- Giro do Piemonte: Costante Girardengo (1924), Antonio Negrini (1929)
- Milão-Módena: Costante Girardengo (1928), Learco Guerra (1934, 1935)
- Giro da Romagna: Antonio Negrini (1928), Learco Guerra (1935)
- Giro de Reggio Calabria: Learco Guerra (1931)
- Giro di Campania: Learco Guerra (1932, 1934, 1935)
- Giro de Emilia: Aldo Bini (1935)

### Às grandes voltas
- Giro d'Italia
  - 12 participações (1913, 1914, 1922, 1923, 1929, 1930, 1931, 1932, 1933, 1934, 1935, 1936)
  - 48 vitórias de etapa:
    - 2 em 1913: Costante Girardengo, Lauro Ladren
    - 2 em 1914: Costante Girardengo, Luigi Lucotti
    - 8 em 1923: Costante Girardengo (8)
    - 3 em 1930: Learco Guerra (2), Raffaele Di Paco
    - 5 em 1931: Learco Guerra (4), Luigi Giacobbe
    - 6 em 1932: Learco Guerra (6)
    - 3 em 1933: Learco Guerra (3)
    - 10 em 1934: Learco Guerra (10)
    - 9 em 1935: Basco Bergamaschi (3), Learco Guerra (5), Domenico Piemontesi

  - Classificação finais:
    - Carlo Oriani (1913)
    - Costante Girardengo (1923)
    - Learco Guerra (1934)
    - Basco Bergamaschi (1935)

  - Classificações secundárias:
    - Classificação por equipas: (1913)

- Tour de France
  - 0 participações

- Volta em Espanha
  - 0 participações